# Intento de golpe de Estado de Paraguay de 1996
El intento de golpe de estado en Paraguay del 1996 fue una crisis política ocurrida en abril de ese año para deponer al entonces presidente de Paraguay Juan Carlos Wasmosy. El intento de golpe de Estado fue llevado a cabo por el entonces general de Ejército Lino César Oviedo, quien se declaró rebelde ante el presidente debido a que éste le comunicó su pase a retiro, provocando una grave crisis política que duraría tres días, pero sus consecuencias se extenderían por lo menos hasta principios de la década siguiente.

## Desarrollo
El 22 de abril de 1996, se desató una crisis política en Paraguay, la de mayor relevancia a pocos años de la caída de la dictadura de Alfredo Stroessner, en el que el entonces general del Ejército Lino Oviedo tenía intenciones de encabezar un golpe de Estado contra el entonces primer presidente civil del Paraguay tras la dictadura, Juan Carlos Wasmosy (ANR).
El motivo fue que Wasmosy convocó al general Lino Oviedo para comunicarle su pase a retiro. Sin embargo Oviedo desoyó la orden, se atrincheró en su cuartel y amenazó con hacer un golpe de Estado a menos que el mandatario renunciara. Esto hizo que miles de personas, principalmente jóvenes, salieran a la calles ese mismo día a manifestarse por considerarse un "atropello a la democracia". Wasmosy se atrincheró en la Embajada de los Estados Unidos e inclusive llegó a redactar su renuncia, debido al fuerte poder militar que ostentaba Oviedo en aquel entonces.
La designación de Oviedo como ministro de Defensa el 24 de abril -con el fin de neutralizar a Oviedo-, encrudeció las manifestaciones, quienes copaban las plazas frente al Congreso (actual Cabildo) y hasta inclusive el Palacio de los López, pidiendo cárcel para Oviedo y la renuncia de Wasmosy -por cobarde-. Finalmente, cerca del mediodía del 25 de abril, Wasmosy, dejó sin efecto la designación de Oviedo como ministro de Defensa, bajo fuerte presión política, diplomática y popular, de la ciudadanía en general, gobiernos regionales y principalmente del gobierno de Estados Unidos.
Finalmente, Wasmosy alejó del ejército y del gobierno al general Lino Oviedo ―segundo del general Andrés Rodríguez Pedotti en el golpe de 1989― bajo la acusación de querer encabezar un golpe en su contra, pero sin presentar sin embargo cargo judicial alguno. Sin embargo, en 1997, después que el general Oviedo ganara las elecciones internas presidenciales del Partido Colorado, lo hizo enjuiciar y encarcelar por un tribunal Militar por dicho crimen, quitándole las posibilidades de competir y ganar la presidencia. Este es el principal antecedente del Marzo paraguayo, que ocurriría tres años después, en el 1999.